# Turmhügel Seysdorf
Der Turmhügel Seysdorf ist eine abgegangene Turmhügelburg (Motte) etwa 100 Meter südöstlich der Kapelle von Seysdorf, einem Ortsteil der Marktgemeinde Au in der Hallertau im Landkreis Freising in Bayern. Die Anlage wird als Bodendenkmal unter der Aktennummer D-1-7436-0032 im Bayernatlas als „verebneter Turmhügel des hohen oder späten Mittelalters“ geführt. 

## Beschreibung
Von der ehemaligen Mottenanlage sind Wälle noch grob erkennbar.